# دژیگورووو
دژیگورووو (به بلغاری: Dzhigurovo) یک منطقهٔ مسکونی در بلغارستان است که در ساندانسکی واقع شده‌است.